# Taha Abderrahman
 (avril 2019).
Si vous disposez d'ouvrages ou d'articles de référence ou si vous connaissez des sites web de qualité traitant du thème abordé ici, merci de compléter l'article en donnant les références utiles à sa vérifiabilité et en les liant à la section « Notes et références ».
Taha Abdurrahman (ou Taha Abderrahmane) est un philosophe et professeur marocain né en 1944 à El Jadida au Maroc. Ses travaux sont principalement spécialisés autour de la logique, de la linguistique et de l'éthique. Il œuvre à ériger une modernité humaniste éthique sur la base éthique et les valeurs de la religion islamique et des traditions arabes. Taha Abderrahman est l'un des principaux philosophes et penseurs les plus influents du monde arabo-islamique.

## Biographie
Le philosophe est né en 1944 et a grandi dans sa ville natale : El Jadida (province d'El Jadida). Il déménage par la suite à Casablanca où il va effectuer ses années de lycée, puis il obtient sa licence en philosophie à l’université Mohammed-V de Rabat. Il poursuit ses études à La Sorbonne où il obtient une autre licence de philosophie et achève son doctorat de troisième cycle  en 1972 avec une thèse intitulée Langage et philosophie : Essai sur les structures linguistiques de l’ontologie, et en 1985 il a soutenu à La Sorbonne sa thèse de Ph.D Essai sur les logiques des raisonnements argumentatifs et naturels. Puis il décroche deux fois le prix du livre marocain de l'année et le prix ISESCO de la philosophie islamique en 2006.
En plus de l'arabe, Taha Abderrahman parle différentes langues tel que l'anglais, le français, l'allemand et sait utiliser le latin et le grec ancien.
Il a enseigné la logique, la philosophie et la langue à l’Université Mohammed-V de Rabat depuis le début des années 1970 jusqu'à sa retraite en 2005. Il est professeur, parfois convié, dans plusieurs universités marocaines et président du « forum de la sagesse pour les penseurs et les chercheurs ».

## Idées
Avec son concept de « modernités multiples », le marocain préfigure l'arrivée d'une pensée arabe fidèle à l'islam mais non passéiste. Contre l'affrontement entre communautarisme et universalisme, il propose une morale aux origines multiples, refusant que l'émancipation d'une pensée philosophique ne soit possible que par le détachement d'avec le religieux. Il fait valoir le sens du social inscrit dans la pensée musulmane et dénonce les envolées trop littéraire des moralistes arabes. Taha Abderrahman tente de protéger la rationalité ainsi, dans la multiplicité de ses formes.

## Œuvres
- Langage et philosophie : Essai sur les structures linguistiques de l’ontologie, 1979.
- Essai sur les logiques des raisonnements argumentatifs et naturels, 1985.
- Logique formelle et grammaire.
- Fondements du dialogue et Renouveau de la théologie islamique, 1987.
- Pratique religieuse et renouveau de la raison, 1989.
- Renouveau de la méthode dans l’évaluation du patrimoine, 1994.
- Philosophie et traduction, 1994.
- Langage et balance, ou multiplicité de la raison, 1998.
- La Praxéologie de la philosophie, le livre du Concept et l’étymologie, 1999.
- La Question de l’éthique – une contribution à la critique éthique de la modernité occidentale, 2000.
- Dialogues pour l’avenir, 2000.
- Le Droit arabe de différer en philosophie, 2002.
- Le Droit islamique d’être intellectuellement différent, 2005.
- L’Esprit de la modernité, une introduction à fonder une modernité islamique, 2006.
- Modernité et Résistance, 2007.